# Tarnogród
Tarnogród is een stad in het Poolse woiwodschap Lublin, gelegen in de powiat Biłgorajski. De oppervlakte bedraagt 10,86 km², het inwonertal 3445 (2005).

## Geboren
- Dorota Gruca (1970), atlete
- Mala Kacenberg (1927) schrijfster van het boek "Het meisje, de kat en het bos"